# Rhythm Heritage
Rhythm Heritage war eine US-amerikanische Funkband.

## Bandgeschichte
Rhythm Heritage wurde 1975 vom Musikproduzenten Steve Barri und dem Keyboarder Michael Omartian, der zuvor unter anderem für Steely Dan und The Four Tops gearbeitet hatte, gegründet. Hinzu kamen der Bassist Scott Edwards und Schlagzeuger Ed Greene. Bei Studioaufnahmen spielten zudem einige bekannte Musiker wie Victor Feldman und Ray Parker Jr. ihre Instrumente ein. Die Single Theme From S.W.A.T., die Titelmelodie der Fernsehserie Die knallharten Fünf verdrängte am 28. Februar 1976 Paul Simons 50 Ways To Leave Your Lover von der Spitzenposition der Billboard Hot 100. Für über eine Million abgesetzte Einheiten erhielt die Band eine Goldene Schallplatte. Im selben Jahr gelang mit der Titelmelodie zur Detektivserie Baretta ein weiterer Erfolg. Auch das Album erreichte knapp die Top 40. Späteren Veröffentlichungen war jedoch kein kommerzieller Erfolg beschieden, worauf sich die Band auflöste. Omartian wechselte erfolgreich in die Musikproduktion und produzierte später unter anderem Christopher Cross, Rod Stewart und Donna Summer.

## Diskografie

### Studioalben
| Jahr | Titel               | Höchstplatzierung, Gesamtwochen, AuszeichnungChartsChartplatzierungen (Jahr, Titel, Platzierungen, Wochen, Auszeichnungen, Anmerkungen) | Anmerkungen                |
| Jahr | Titel               | US | Anmerkungen                |
| ---- | ------------------- | --- | -------------------------- |
| 1976 | Disco-fied          | US40 (17 Wo.)US | Erstveröffentlichung: 1976 |
| 1977 | Last Night on Earth | US138 (6 Wo.)US | Erstveröffentlichung: 1977 |

Weitere Veröffentlichungen
- 1978: Sky's The Limit
- 1979: Disco Derby

### Singles
| Jahr | Titel Album                                               | Höchstplatzierung, Gesamtwochen, AuszeichnungChartsChartplatzierungen (Jahr, Titel, Album, Platzierungen, Wochen, Auszeichnungen, Anmerkungen) | Anmerkungen                        |
| Jahr | Titel Album                                               | US | Anmerkungen                        |
| ---- | --------------------------------------------------------- | --- | ---------------------------------- |
| 1975 | Theme From S.W.A.T. Disco-Fied                            | US1 Gold · (24 Wo.)US | Erstveröffentlichung: Oktober 1975 |
| 1976 | Baretta's Theme (Keep Your Eye On The Sparrow) Disco-Fied | US20 (13 Wo.)US | Erstveröffentlichung: März 1976    |
| 1977 | Theme From Rocky (Gonna Fly Now) Last Night on Earth      | US94 (3 Wo.)US | Erstveröffentlichung: Februar 1977 |